# Turcz
Turcz (niem. Thorms) – wieś w Polsce położona w województwie warmińsko-mazurskim, w powiecie bartoszyckim, w gminie Sępopol. W latach 1975–1998 miejscowość administracyjnie należała do województwa olsztyńskiego.
W 1970 r. we wsi było 7 domów, skupionych w zwartej zabudowie. Wieś zamieszkiwało w tym czasie 59 osób. W 1978 r. we wsi było 25 indywidualnych gospodarstw rolnych, obejmujących 295 ha. Ulice miały elektryczne oświetlenie a w Turczu funkcjonował punkt biblioteczny.